# Domenico Dragonetti

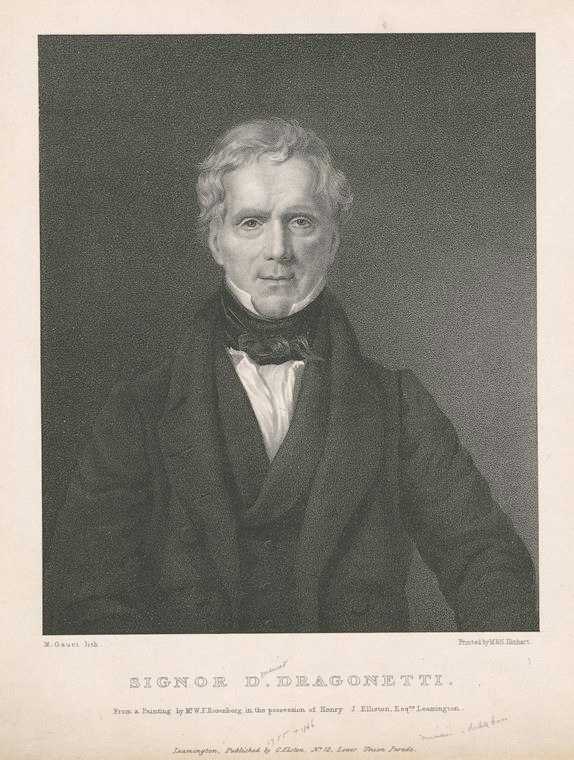
Domenico Dragonetti, litografi efter ett ålderdomsporträtt från omkring 1840.

Domenico Carlo Maria Dragonetti, kallad il Drago (italienska för draken), född den 7 april 1763 i Venedig, död den 16 april 1846 i London, var en italiensk kontrabasvirtuos. Han var också en god vän till Beethoven.
Dragonetti var från 1782 anställd vid Markuskyrkan i Venedig och från 1794 i London. Han väckte ett oerhört uppseende genom sin fabelaktiga färdighet, som tillät honom att på kontrabasen utföra de svåraste violoncell- och fagottkonserter.